# Movietone

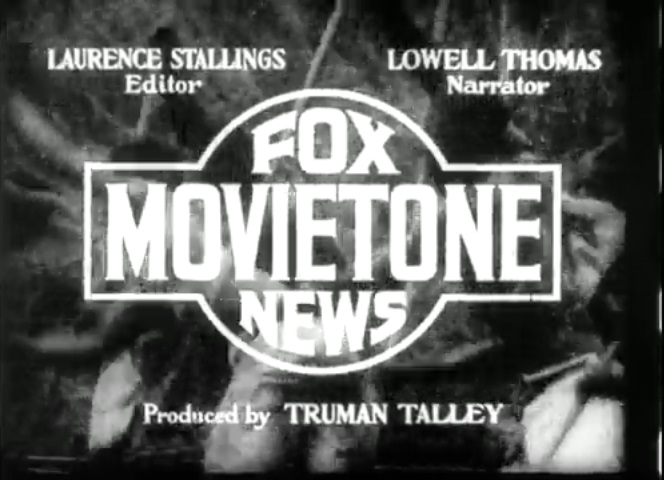
Movietone Fox News au générique d'un film en 1934.

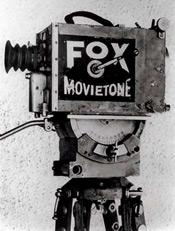
Caméra aux armes de Fox Movietone (années 1930). L'objectif se situe à droite de la photo, le viseur est visible à gauche, la manivelle caractérise une caméra muette.

Le procédé Movietone est, pour le cinéma de 1927, le premier dispositif d'enregistrement photographique du son sur pellicule, le long des photogrammes. 
Il a été utilisé par la Fox Film Corporation qui achète les brevets en juillet 1926. Le premier film utilisant ce procédé, L'Aurore (Sunrise), tourné aux États-Unis par le réalisateur allemand Friedrich Wilhelm Murnau,  sort en 1927.

## Histoire
Tous les premiers essais, réussis ou presque, de synchronisation du son avec l’image, l’ont été sur le principe d’accouplement du lecteur sonore sur cylindre ou sur disque phonographiques, avec la caméra pour la prise de vues, et par la suite, avec l’appareil de projection.
Dès 1895, Thomas Edison, inventeur du Phonographe et avec son assistant l’électricien William Kennedy Laurie Dickson inventeur de la première caméra de cinéma, le Kinétographe, recherche obstinément la réalisation de ce couple avec un seul essai, Dickson Experimental Sound Film et le lancement avorté du Kinétophone, version sonore du Kinétoscope, appareil de vision des films tournés avec un kinétographe. 
Selon le même principe, le Chronophone mis au point par Georges Demenÿ, racheté par Léon Gaumont, permet d’enregistrer à partir de 1902 l’image et la voix (en réalité en play-back) de chanteurs et fantaisistes du music-hall. Ce sont les phonoscènes, dont la première réalisatrice du cinéma, Alice Guy, est l’instigatrice. Les phonoscènes, reproduites plus tard à l’identique sur film sonore optique, sont aujourd’hui une précieuse mémoire de la chanson au tout début du XXe siècle. Il subsiste quelque cent quarante phonoscènes.
D’autres procédés voient le jour dans les vingt premières années du XXe siècle, mais le seul qui donne satisfaction est le Vitaphone, commercialisé en 1924. Graveur de disques et caméra sont équipés chacun d’un moteur électrique synchrones qui tournent à la même vitesse constante, assurant ainsi le synchronisme de l’image et du son. Même couple à la projection. Don Juan en 1926, puis le célèbre Chanteur de jazz en 1927 ouvrent l’ère du cinéma sonore avec le Vitaphone.
Bien que fiable en général, le procédé est cependant sujet à quelques pannes de synchronisme. Mais surtout, il ne peut pas faire face aux éventuelles coupures accidentelles de la pellicule 35 mm. On peut réparer le film accidenté en enlevant les images abîmées et en recollant, mais le son ne peut être modifié, il est alors plus long que l’image, donc désynchronisé. Pour remédier à cela, il faut tirer une copie neuve et recycler la copie accidentée, perte financière évidente.

## Technique

Son optique. À gauche : piste Movietone à densité variable, à droite : piste Photophone à densité fixe

Le procédé Movietone évite en grande partie ce problème artistique et financier. Le son est enregistré comme l’image sur la surface photo-sensible du film.  « Le son Movietone est dit à densité variable, l’enregistreur comporte un aimant à deux branches entre lesquelles un fil tendu est parcouru par le courant électrique modulé provenant d’un micro. Le fil s’écarte en fonction de l’intensité du courant et masque plus ou moins une forte lumière qui traverse les deux branches. Les variations de cette lumière, recueillies par un objectif, impressionnent sur le côté une pellicule de cinéma 35mm. Celle-ci, après développement, est copiée sur le film entre les images et l’une des rangées de perforations. » Afin d’éviter la zone de turbulences saccadées due au défilement intermittent de la pellicule devant la fenêtre du couloir de projection, le son est décalé dans les copies pour être lu dans une zone à défilement continue après stabilisation, afin d’éviter toute déformation sonore. Ce décalage est de 20 images après la fenêtre. Le son correspondant à un photogramme est donc présent 20 images, soit 38 centimètres plus loin. On comprend facilement que si le film est amputé à un endroit X, c’est le son de la seconde qui précède (20 images, soit à peu près les 24 images d’une seconde de projection) qui manquera à la réception par le public. Mais après ce manque sonore, le synchronisme image et son reprend parfaitement.
Le son Movietone a cependant le défaut de mal vieillir. Les rayures dues au frottement de la pellicule dans le couloir de projection, l’huile, les poussières adhérentes, atténuent le dynamisme sonore de la piste optique, le son devient pâteux et à terme mal audible. Il est remplacé en 1929 par le Photophone qui a l’avantage de ne pas s’altérer et de permettre l’enregistrement de deux pistes côte à côte. « Radio Corporation of America (RCA) lance un an plus tard le son Photophone qui est dit à densité fixe, l’enregistreur est équipé d’un galvanomètre à miroir qui oscille en fonction des variations de l’intensité du courant sorti du micro. Le miroir est éclairé par une forte lumière qui est plus ou moins renvoyée en direction d’un objectif qui enregistre sur film 35 mm l’amplitude de l’éclairage reçu. Ce procédé a l’avantage de ne pas s’altérer. »